# Colonizzazione di Titano

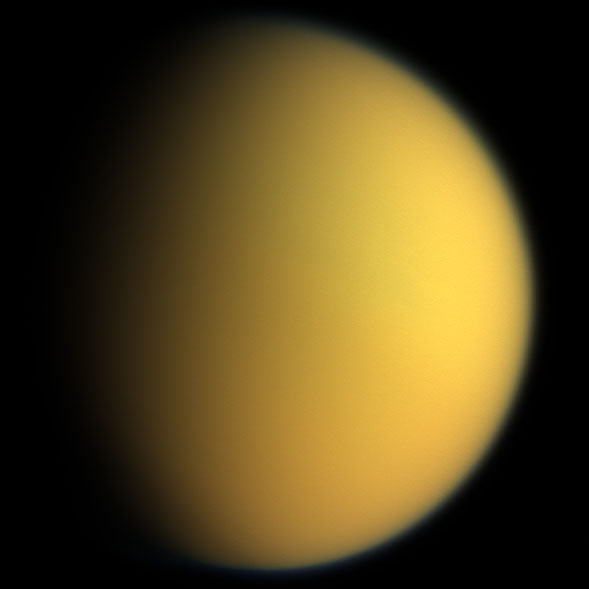
Titano in colori naturali ripreso dalla sonda Cassini

La più grande delle lune di Saturno, Titano, è uno dei numerosi candidati per una possibile futura colonizzazione del sistema solare esterno.
Secondo i dati della sonda Cassini del 2008, su Titano esistono diversi grandi laghi e mari di idrocarburi liquidi ciascuno dei quali contiene maggiori quantità di petrolio e gas naturale della Terra. Ralph Lorenz, ingegnere e planetologo dell'Applied Physics Laboratory che ha lavorato nell'ambito della missione Cassini e ideatore della sonda Dragonfly, afferma che Titano sia una "gigantesca fabbrica di sostanze chimiche organiche", ricche di carbonio, e che le dune scure che corrono lungo l'equatore di Titano contengano un volume di diverse sostanze organiche centinaia di volte maggiore delle riserve di carbone presenti sulla Terra. L'ingegnere statunitense Robert Zubrin, fondatore della Mars Society, afferma invece che Saturno, assieme a Urano e Nettuno, sia il sito migliore per stabilire una base per acquisire deuterio ed elio-3 allo scopo di sviluppare un'economia nucleare, escludendo Giove per via dell'enorme quantità di radiazioni derivanti dalla sua vasta magnetosfera, dannose per il corpo umano.

## Materie prime

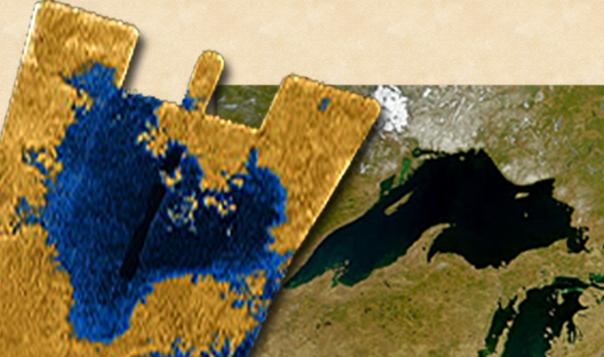
Uno dei mari di metano di Titano, il Ligeia Mare, comparato con il Lago Superiore terrestre.

Zubrin ha affermato che Titano possiede gli elementi necessari per sostenere la vita e che Titano è il mondo extraterrestre più ospitale all'interno del sistema solare per la colonizzazione umana. La sua atmosfera contiene azoto e metano in grandi quantità; sembrano essere presenti laghi di metano liquido in superficie e acqua liquida e ammoniaca al di sotto della crosta ghiacciata, talvolta portate in superficie da criovulcani. L'acqua presente potrebbe essere utilizzata per generare ossigeno (non direttamente disponibile), mentre l'azoto è l'ideale per aumentare la pressione dell'aria respirabile (sulle Terra costituisce il 78%). Gli idrocarburi possono essere usati come propellenti per razzi e come carburante per produrre energia. Azoto, metano e ammoniaca possono essere tutti usati come fertilizzanti per la coltivazione di alimenti.

## Atmosfera

Probabile struttura interna di Titano: l'acqua sembra abbondante, sia sotto forma di ghiaccio superficiale che in forma liquida (sotto alla crosta).

Titano ha una pressione atmosferica pari a 1,5 volte quella della Terra al livello del mare, equivalente a quella che si trova 5 metri sott'acqua sulla Terra. Ciò significa che l'aria di qualsiasi nave o habitat sarebbe, in pratica, alla stessa pressione dell'esterno, riducendo le difficoltà che si presentano invece per strutture con pressioni esterne basse o inesistenti come quelle della Luna, di Marte o degli asteroidi, inoltre l'atmosfera densa dovrebbe anche impedire la penetrazione delle radiazioni.
Il punto a sfavore dell'atmosfera di Titano è che pare contenere acido cianidrico, estremamente tossico e letale per l'uomo anche in piccole quantità, nonostante sia ritenuto un composto fondamentale per l'origine della vita prebiotica.

## Gravità
Titano ha una gravità superficiale di 0,14 g, leggermente inferiore a quella della Luna (0,165 g). Gli effetti della bassa gravità sulla salute umana sarebbero quindi un problema significativo per la colonizzazione di Titano, più che su Marte (dove la gravità è più che doppia).
La bassa gravità potrebbe causare una diminuzione della densità ossea, la perdita di massa muscolare e un indebolimento del sistema immunitario. Gli astronauti in orbita attorno alla Terra talvolta sono rimasti in assenza di gravità per oltre un anno, tuttavia sono ormai consolidate contromisure efficaci contro gli effetti negativi della bassa gravità, come ad esempio gli esercizi fisici quotidiani. Non è noto come gli effetti negativi varino con i diversi livelli di bassa gravità, poiché la ricerca in quest'area è limitata agli esseri umani in totale assenza di gravità. Lo stesso vale per i potenziali effetti della bassa gravità sullo sviluppo fetale e pediatrico. È stato ipotizzato che i bambini nati e cresciuti in condizioni di bassa gravità non sarebbero ben adattati alla vita in condizioni di gravità come quella della Terra.

## Temperature
La temperatura su Titano è di circa 94 K (-179 °C), quindi l'isolamento e la gestione del calore sarebbero preoccupazioni significative. Sebbene la pressione atmosferica superficiale sia circa 1,5 volte quella della Terra al livello del mare, a causa della temperatura più bassa, la densità dell'aria è circa 4,5 volte quella sulla Terra al livello del mare. Questa densità dovrebbe mitigare le variazioni di temperatura nel tempo e da un luogo all'altro, imitando quasi gli stessi tipi di ciclo giorno/notte e cambiamento di temperatura stagionale che si verificano sulla Terra. Lo stretto intervallo di variazione della temperatura riduce le difficoltà delle tecnologie strutturali, nonostante il fatto che il giorno di Titano sia lungo quasi 16 giorni terrestri e ogni stagione duri tra i 7 e gli 8 anni.

## Volo su Titano

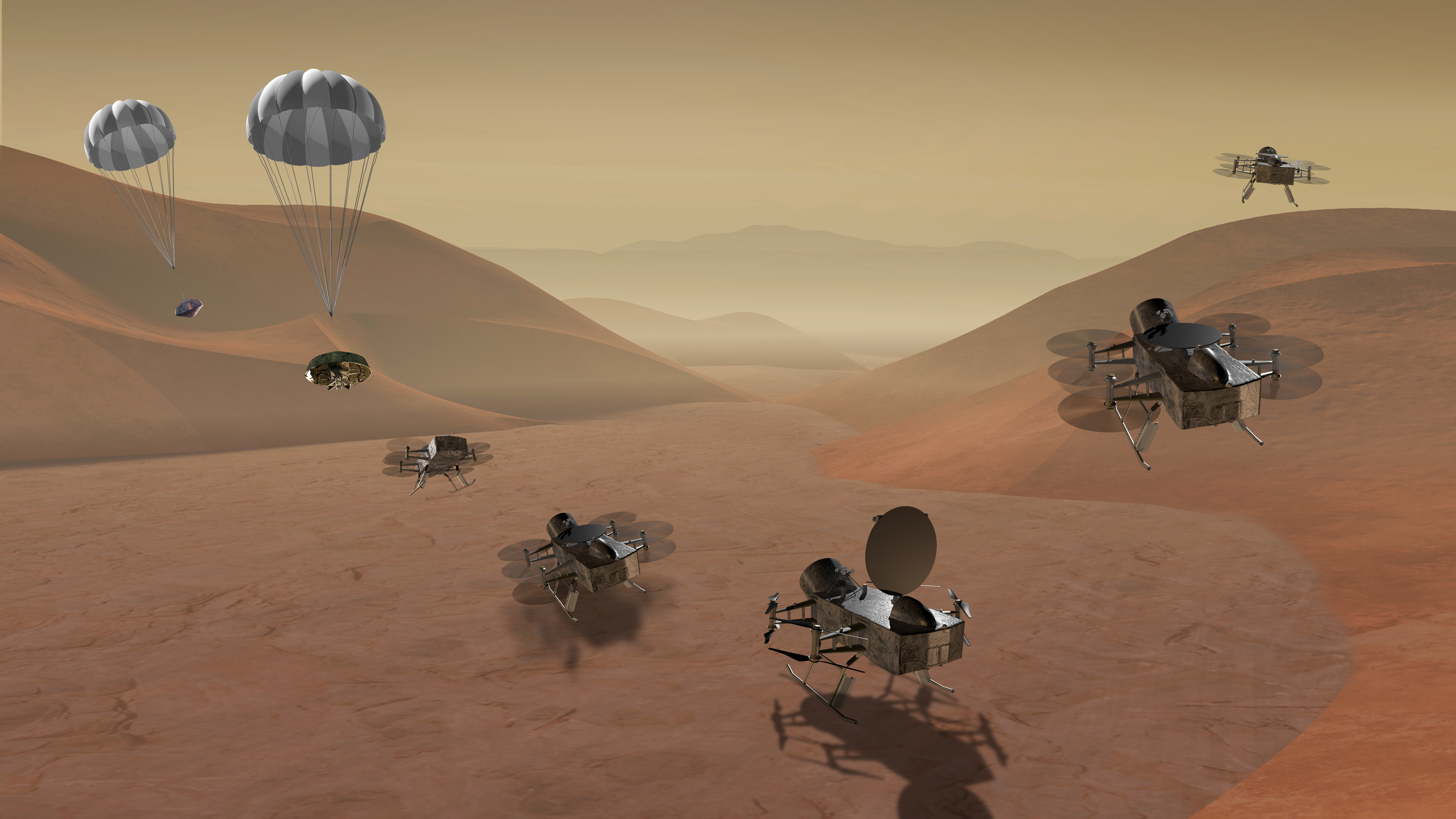
Dragonfly è un drone il cui lancio è previsto per il 2027: grazie alla bassa gravità superficiale e alla densa atmosfera può alzarsi facilmente in volo per l'esplorazione della superficie di Titano.

L'altissimo rapporto tra densità atmosferica e gravità superficiale riduce notevolmente l'apertura alare necessaria a un aereo per mantenere la portanza, tanto che un essere umano sarebbe in grado di volare facilmente attraverso l'atmosfera di Titano indossando una sorta di tuta spaziale con ali incorporate prodotte anche con la tecnologia odierna. Tuttavia, a causa delle temperature estremamente basse qualsiasi velivolo dovrebbe essere dotato di un adeguato sistema di riscaldamento, necessario non solo per gli occupanti del veicolo ma anche per evitare il rapido esaurimento delle batterie.